# Dianthus multiceps
Dianthus multiceps là loài thực vật có hoa thuộc họ Cẩm chướng. Loài này được Costa ex Willk. mô tả khoa học đầu tiên năm 1859.